# Филип Баиновић
Филип Баиновић (Пожаревац, 23. јун 1996) српски је фудбалер. Игра на средини терена. 